# Chilo cinnamomellus
Chilo cinnamomellus là một loài bướm đêm trong họ Crambidae.